# Dirty Mind
Dirty Mind è il terzo album da studio del cantante e musicista statunitense Prince, pubblicato nel 1980 dalla Warner Bros. Records.

## Descrizione
Secondo la rivista Rolling Stone, "Dirty Mind rimane uno dei più decisi cambi di rotta nella storia della musica Pop". Con quest'album, Prince, si scosta molto dal precedente Prince, album molto più commerciale, sperimentando le sonorità della New wave e del Rock and roll. Dirty Mind dimostra come Prince non ha paura di oltrepassare i confini.
La title track, che è anche la traccia che apre l'album, è ricca di sonorità new wave. Nella traccia When You Were Mine c'è un uso prevalente della chitarra. Il lato B del disco racchiude sonorità uniche e testi, per l'epoca, molto controversi, come Head (termine slang per indicare la Fellatio) e Sister, particolarmente censurata per il suo riferimento all'incesto . In Uptown Prince dichiara il proprio ideale sociale di sessualità libera da vincoli di età, sesso e razza.

## Accoglienza
L'album venne accolto positivamente dalla critica e dal pubblico e riuscì ad aggiudicarsi un disco di platino.
Nel 2003 la rivista Rolling Stone piazza l'album al 204º posto nella propria lista dei migliori 500 album di tutti i tempi. Pitchfork lo classifica all'87º posto nella propria classifica dei 100 migliori album degli anni ottanta.
Secondo un'enciclopedia sui musicisti rock, il Prince di Dirty Mind "comincia veramente ad affondare la sua tagliente fantasia erotico-sonora nella torta del conformismo di cui anche la black music si sta cibando in quegli anni.

## Tracce
Tutte le tracce sono composte e arrangiate da Prince, eccetto dove indicato.
Lato A
1. Dirty Mind – 4:11 (Prince, Dr. Fink)
2. When You Were Mine – 3:44
3. Do It All Night – 3:43
4. Gotta Broken Heart Again – 2:13

Lato B
1. Uptown – 5:30
2. Head – 4:40
3. Sister – 1:34
4. Partyup – 4:25 (Prince, Morris Day)

## Musicisti
- Prince - voce, chitarra, basso elettrico, tastiere, batteria
- Dr. Fink - sintetizzatore, tastiere
- Morris Day - voce, tastiere
- Lisa Coleman - voce, tastiere
- Brown Mark - basso elettrico
- Bobby Z. - batteria
- Dez Dickerson - voce, chitarra